# 地壳
地殼（crust）在地理学中是指一个星球最外層的實心薄殼，可以用化學方法将它与地幔區别。地球、月球、水星、金星、火星以及其它星球的地殼大部分都是由火成岩形成的，星球的地殼比起它们的地幔有更多的不相容成分。

## 地球地壳

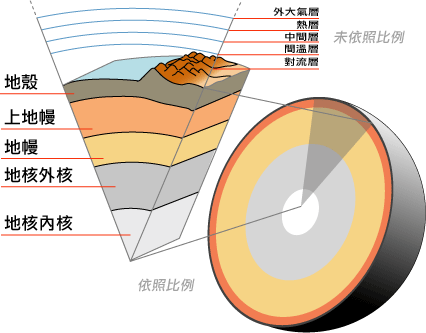
地球分层示意图

地球地壳是指地球地表至莫氏不连续面之间，主要由火成岩，变质岩和沉积岩构成的薄壳，是岩石圈组成的一部分，平均厚度17公里，地壳下面的是地幔，上地幔大部分由橄榄石（一種比普通岩石密度大很多的岩石）构成。地壳和地幔之间的分界线被称为莫氏不连续面。地壳的质量只占全地球0.2%，按结构分为大陆地壳和海洋地壳两种。大陆地壳有硅酸铝层（花岗岩質）和硅酸镁层（玄武岩質）双层结构，而海洋地壳只有硅酸镁层（玄武岩質）单层结构，大陆地壳平均厚度有33公里，海洋地壳平均厚度只有10公里。
地壳的温度随着其不断加深而逐渐升高，从200°C（392°F）到400°C（752°F）不等。

### 大陆地壳的组成
一般说来大陆地壳的组成成分是火成岩和安山岩。以下的成分表和接下来的结论大部分基于Rudnick and Gao（2003）的汇总。大陆地壳比由玄武岩构成的海洋地壳拥有更多的不相容成分，而海洋地壳又比它下面的地幔更富有不相容成分。尽管大陆地壳的硅酸盐含量仅仅占地球总含量的0.6%，但它却含有全球20%至70%的不相容成分。
| 氧化物 | 含量（百分比） |
| ------ | -------------- |
| SiO2   | 60.6           |
| Al2O3  | 15.9           |
| CaO    | 6.4            |
| MgO    | 4.7            |
| Na2O   | 3.1            |
| FeOx   | 6.7            |
| K2O    | 1.8            |
| TiO2   | 0.7            |
| P2O5   | 0.1            |

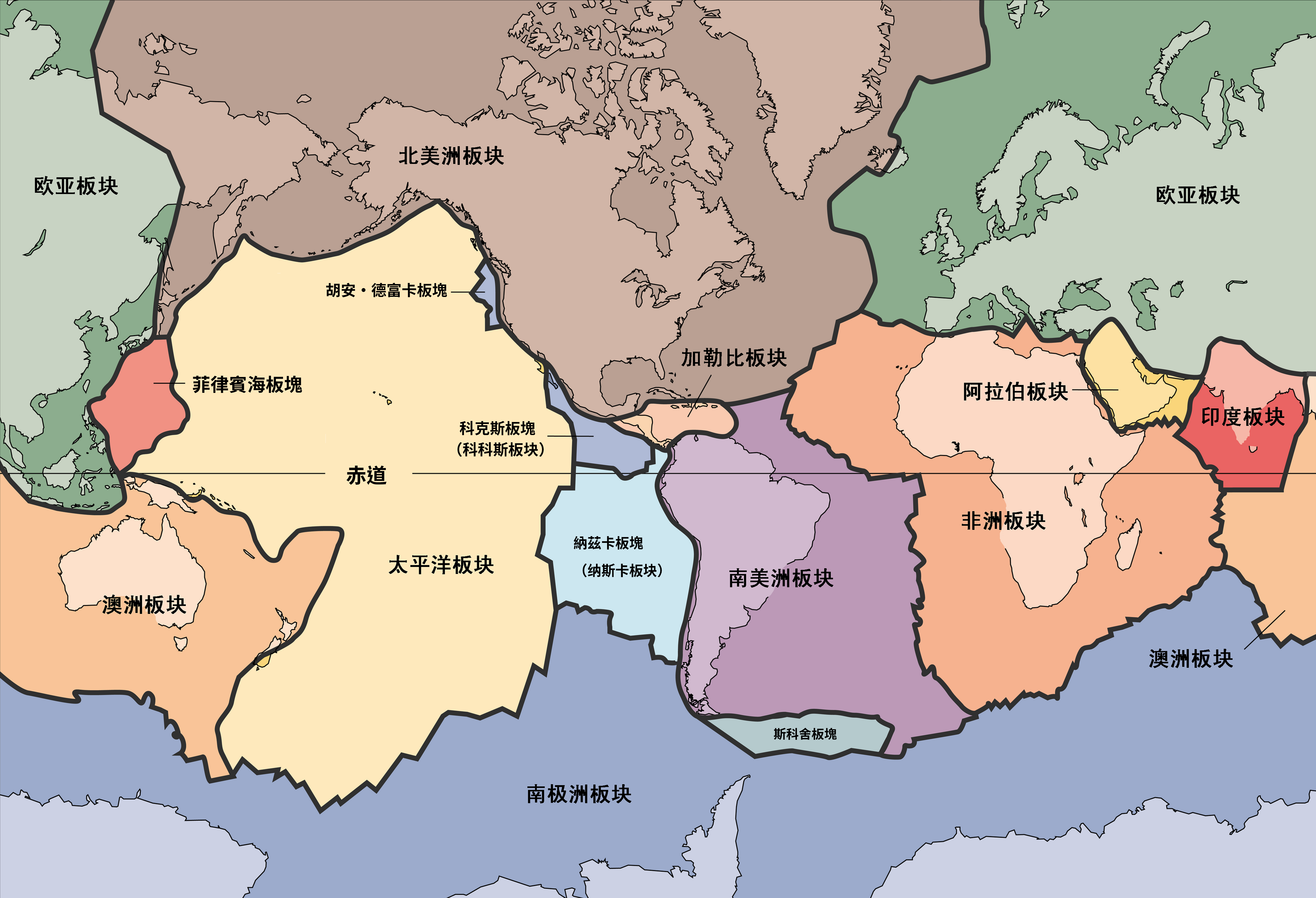
地球上的各大版块，基于板塊構造論

所有的其他成分除了水在地壳中只有很少的含量，它们的总量少于地壳总质量的1%。上地壳的平均密度介于2.69 g/cm3至2.74 g/cm3，下地壳的平均密度介于3.0 g/cm3至3.25 g/cm3。

## 月球地壳
大碰撞说认为一个特别大的陨石在地球正在形成的时候与地球发生了碰撞，而这次撞击所产生的碎片喷进入太空并最终成为了月球。当月球形成之后，它的最外层融化形成了一个“月球岩漿海”。在这个“海洋”中，大量的斜长石结晶不断地向着月球表面浮动，并逐渐积累形成了月壳。上月壳大概有88%是由斜长石构成的（上月壳的底部大概有90％为斜长岩）：下月壳含有较多的铁镁矿物如辉石和橄榄石，但即使这样，下月壳仍有大概78％由斜长石构成。月壳下面的地幔也含有大量的橄榄石。